# بروك أوستين
بروك أوستين (بالإنجليزية: Brooke Austin)‏ هي لاعب كرة مضرب أمريكية، ولدت في 12 فبراير 1996 في إنديانابوليس في الولايات المتحدة.

## وصلات خارجية
- بروك أوستين على موقع رابطة محترفات التنس (الإنجليزية)
- بروك أوستين على موقع الاتحاد الدولي لكرة المضرب (الإنجليزية)
- بروك أوستين على موقع خلاصة التنس.كوم (الإنجليزية)
- بروك أوستين على موقع إي إس بي إن.كوم (الإنجليزية)